# (29384) 1996 HO23
A (29384) 1996 HO23 a Naprendszer kisbolygóövében található aszteroida. Eric Walter Elst fedezte fel 1996. április 20-án.